# Tustin (Kalifornija)
Tustin je grad u američkoj saveznoj državi Kalifornija. Prema popisu stanovništva iz 2010. u njemu je živjelo 75.540 stanovnika.